# Jan Parys
Jan Stanisław Parys (ur. 23 grudnia 1950 w Warszawie) – polski polityk, socjolog i publicysta, w latach 1991–1992 minister obrony narodowej, w latach 2015–2018 szef gabinetu politycznego ministra spraw zagranicznych.

## Życiorys
Syn Stanisława i Dagmary. Jest absolwentem XXVII Liceum Ogólnokształcącego im. Tadeusza Czackiego w Warszawie. Studiował filozofię na Uniwersytecie Warszawskim. W 1973 ukończył studia socjologiczne na Wydziale Nauk Społecznych UW. Uzyskał stopień doktora w dziedzinie socjologii. W latach 1975–1988 pracował w Polskiej Akademii Nauk. Zajmował się problematyką krajów trzeciego świata. Współautor wydanego w formie książkowej wywiadu z Józefem M. Bocheńskim pt. Między logiką a wiarą, opracowanej na podstawie rozmowy przeprowadzonej we Fryburgu w 1986.
W 1989 rozpoczął pracę w Centralnym Urzędzie Planowania na stanowisku dyrektora gabinetu szefa tego urzędu, następnie pracował jako dyrektor generalny CUP, odpowiedzialny za politykę gospodarczo-obronną. W grudniu 1991 z rekomendacji Porozumienia Centrum objął stanowisko ministra obrony narodowej w rządzie Jana Olszewskiego. Opowiadał się za zbliżeniem Polski do struktur NATO i jak najszybszym opuszczeniem terytorium Polski przez jednostki armii rosyjskiej oraz weryfikacją kadry dowódczej Wojska Polskiego pod kątem jej poparcia dla integracji z NATO. Popadł w konflikt z prezydentem Lechem Wałęsą dążącym do utrzymania osobistej kontroli prezydenta nad siłami zbrojnymi.
Jedną z pierwszych decyzji personalnych na stanowisku ministra było przeniesienie w stan spoczynku poprzedniego ministra, wiceadmirała Piotra Kołodziejczyka. Decyzja ta odbyła się bez konsultacji z prezydentem Lechem Wałęsą, który planował powołać byłego ministra na stanowisko generalnego inspektora SZ (stanowisko to nigdy nie zostało utworzone). 6 kwietnia 1992 Jan Parys wygłosił na spotkaniu z oficerami Sztabu Generalnego WP oświadczenie, w którym mówił o niekonsultowanych z nim spotkaniach polityków z oficerami WP i oferowaniu im wysokich stanowisk dowódczych w zamian za poparcie wojska dla działań politycznych. W swoich wypowiedziach krytykował głównie prezydenta i ministrów z Kancelarii Prezydenta RP: Mieczysława Wachowskiego i Jerzego Milewskiego. Powołana przez Sejm komisja pod przewodnictwem Aleksandra Bentkowskiego (z PSL), badająca problemy poruszone w wypowiedzi Jana Parysa, stwierdziła, że zarzuty postawione przez ministra były bezzasadne. 23 maja 1992 Jan Parys został odwołany ze stanowiska.
W maju 1992 zaczęły powstawać tzw. Komitety Obrony Parysa, które przekształcono następnie w Ruch Trzeciej Rzeczypospolitej, na czele tej partii stanął były minister. W wyborach parlamentarnych w 1993 bez powodzenia kandydował do Sejmu z ramienia PC. W 1995 RTR wszedł w skład utworzonego pod przewodnictwem Jana Olszewskiego Ruchu Odbudowy Polski, jednak tuż przed wyborami parlamentarnymi w 1997 partia ta przeszła do Akcji Wyborczej Solidarność. Lider RTR w tych wyborach kandydował bez powodzenia z listy ROP (otrzymał 15 467 głosów), a rok później z ramienia AWS został radnym sejmiku mazowieckiego I kadencji.
W latach 1999–2003 był wiceprezesem Fundacji Polsko-Niemieckie Pojednanie. Odszedł ze stanowiska po kontroli Najwyższej Izby Kontroli, w wyniku której NIK zarzuciła członkom zarządu fundacji pobranie nienależnych w jej ocenie premii kwartalnych. Jan Parys twierdził, że premie były wypłacane z odsetek od lokat albo z puli przeznaczonej na administrowanie przekazywanymi pieniędzmi, ich wypłata nie uszczuplała wypłat z funduszu kombatanckiego. Sprawa zakończyła się oskarżeniem polityka o wyrządzenie fundacji znacznej szkody majątkowej dla osiągnięcia korzyści majątkowej. W pierwszej instancji w 2008 zapadł wyrok skazujący. W postępowaniu odwoławczym w 2009 wyrok ten został zmieniony przez sąd okręgowy, a Jan Parys prawomocnie uniewinniony. Równocześnie z procesem karnym toczyła się sprawa cywilna o zwrot premii, która zakończyła się w 2009 wyrokiem zasądzającym od Jana Parysa zwrot kwoty około 130 tys. zł.
Po odejściu z fundacji pracował jako doradca w Miejskim Przedsiębiorstwie Taksówkowym w Warszawie. W 2002 został wiceprezesem stowarzyszenia Polska Rada Azji i Pacyfiku. Po śmierci Ryszarda Kuklińskiego wraz z Józefem Szaniawskim sprowadził do Polski jego prochy. Wszedł w skład Obywatelskiego Komitetu Pamięci Pułkownika Ryszarda Kuklińskiego. Występował jako oskarżyciel posiłkowy w procesie byłego oficera Służby Bezpieczeństwa i Urzędu Ochrony Państwa Jana Lesiaka, któremu zarzucano inwigilowanie w latach 1991–1997 ugrupowań opozycyjnych (m.in. Ruchu Trzeciej Rzeczypospolitej). Do grudnia 2015 był rektorem Toruńskiej Szkoły Wyższej.
W 2015 został członkiem rady Polskiego Instytutu Spraw Międzynarodowych. W latach 2015–2018 był szefem gabinetu politycznego ministra spraw zagranicznych Witolda Waszczykowskiego. Od stycznia do kwietnia 2018 pracował jako wykładowca w Akademii Dyplomatycznej MSZ. W 2021 wszedł w skład zarządu Fundacji Józefa Szaniawskiego oraz rady Fundacji Konsens. Do 2024 był zatrudniony w spółce Orlen.
Wszedł w skład komitetu wspierającego kandydaturę Karola Nawrockiego na prezydenta RP w wyborach w 2025.

## Publikacje
- Prawica dla Polski, Wydawnictwo „Antyk” – Marcin Dybowski, Komorów 1993[18].

## Odznaczenia
Zarządzeniem prezydenta RP na uchodźstwie Ryszarda Kaczorowskiego w 1990 został odznaczony Krzyżem Kawalerskim Orderu Odrodzenia Polski. Postanowieniami prezydenta RP Andrzeja Dudy w 2017 został odznaczony Krzyżem Wolności i Solidarności oraz Krzyżem Komandorskim z Gwiazdą Orderu Odrodzenia Polski.